# Zwartgroene melkzwam
De zwartgroene melkzwam (Lactarius turpis, synoniemen: Agaricus turpis, Galorrheus turpis, Lactifluus turpis) is een giftige paddenstoel uit de familie Russulaceae.

## Beschrijving
De zwartgroene melkzwam heeft een donkere, olijfbruine tot zwartbruine hoed, die een deuk in het midden krijgt naarmate hij groter wordt. De hoed heeft gedurende lange tijd een omgekrulde rand, die in het begin donzig is en later kan verharden. Verder is de hoed glad en vertoont meestal geen concentrisch, ringvormig patroon. De hoed kan een diameter van 8 tot 20 centimeter bereiken. De lamellen zijn bruingeel tot crèmekleurig. De spore-afdruk en het vlees zijn wit. De paddenstoel wordt tot 7 cm hoog.
De soortaanduiding turpis verwijst naar de lelijke kleur van de paddenstoel.
De paddenstoel bevat het mutagene toxine necatorine (7-hydroxycoumaro(5,6-c)cinnoline) en is bijgevolg niet eetbaar.

## Verspreiding
De zwartgroene melkzwam is van de lente tot in de herfst te vinden in gematigde tot koude gebieden, zoals Europa en Siberië, en op zure zand- en leemgrond. De paddenstoel wordt voornamelijk aangetroffen in de buurt van naaldbomen zoals sparren, en bij berken.

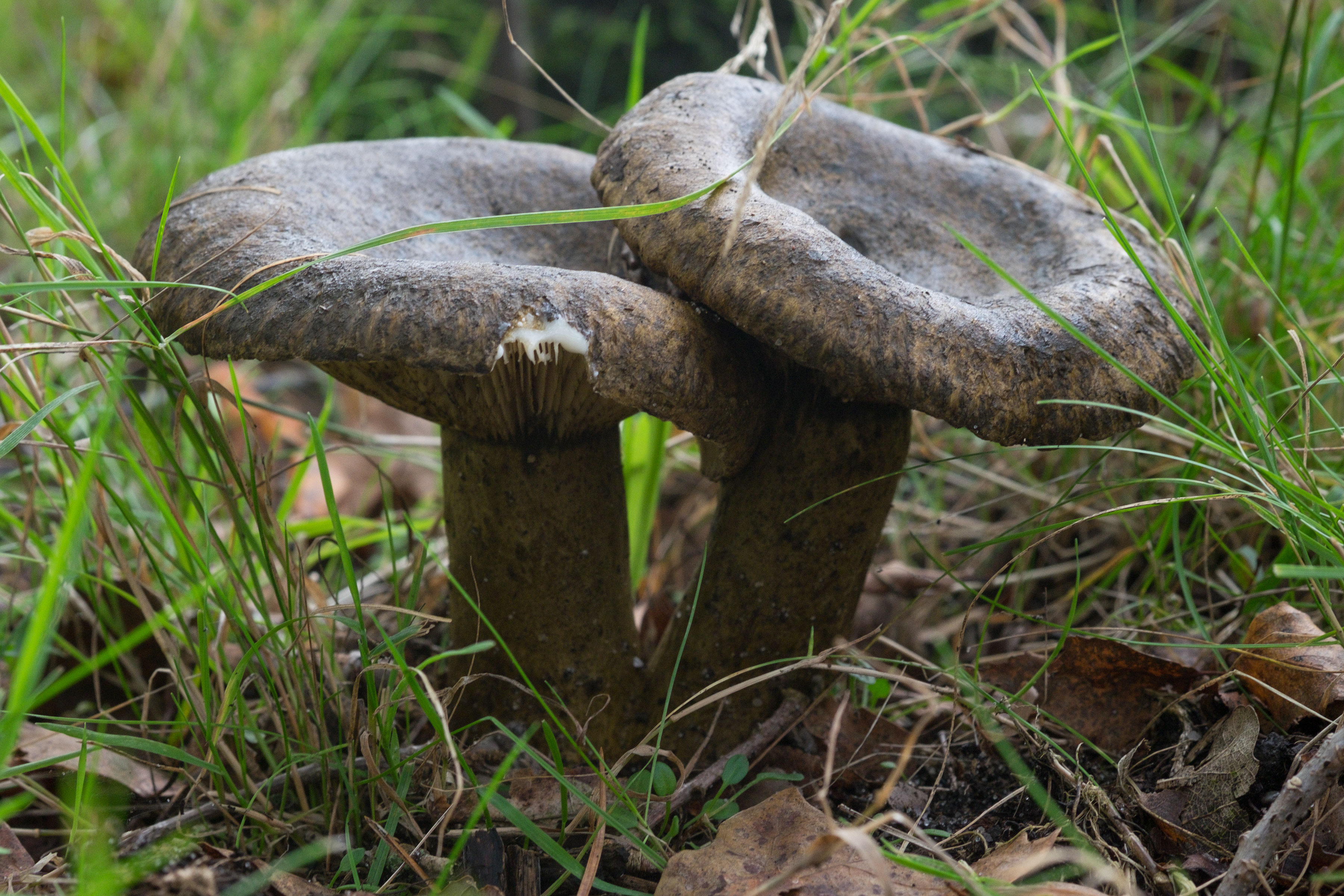
Wit melksap bij linker exemplaar